# Wyżyna Junnan-Kuejczou
Wyżyna Junnan-Kuejczou, Wyżyna Junkuej (chiń. upr. 云贵高原; chiń. trad. 雲貴高原; pinyin Yúnguì Gāoyuán) – wyżyna w południowo-wschodnich Chinach (prowincje Junnan i Kuejczou), ograniczona rzeką Jangcy na północy, Górami Południowochińskimi na wschodzie, wybrzeżem Zatoki Tonkińskiej na południu oraz Hengduan Shan na zachodzie. Pod względem genetycznym stanowi przedłużenie Wyżyny Tybetańskiej. Powierzchnia wynosi ok. 700 tys. km². Średnia wysokość 1500–2000 m n.p.m. maksymalna 3505 m n.p.m. w paśmie górskim Wuliang Shan. Budowa geologiczna tych obszarów została silnie zaburzona wskutek ruchów tektonicznych. Wyżyna jest zbudowana z mocno pofałdowanych paleozoicznych piaskowców i łupków oraz mezozoicznych wapieni, miejscami występują trzeciorzędowe pokrywy bazaltowe. Powierzchnia głęboko poprzecinana dolinami rzecznymi. Zachodnia część wyżyny charakteryzuje się występowaniem stożków wygasłych wulkanów, natomiast część wschodnia występowaniem wapieni, w których rozwinęły się na dużą skalę zjawiska krasowe – obszar krasowy koło Guilin należy do największych na świecie. Region bardzo aktywny sejsmicznie. Znajdują się tam również duże ośrodki wydobywcze, w których eksploatowane są złoża m.in. węgla kamiennego, soli kamiennej, rud cyny, manganu, rtęci oraz boksytów.